# Francis Mboge
Francis Litty Mboge (* 4. Dezember 1965 in Bathurst) ist ein gambischer Berater für Bauingenieurwesen und Politiker.

## Leben
Mboge besuchte von 1987 bis 1990 die Oxford Brookes University und dann bis 1991 für ein postgraduate Diploma in Gebäudemanagement die Nottingham Trent University. Seit März 2004 ist MBoge als Bauberater bei Francis MBoge Associates Ltd. und seit April 2005 auch bei dem globalen Immobilien- und Bauberatungsunternehmen als Regionalmanager für Westafrika bei Gleeds International Management and Construction Consultants tätig.
Im Februar 2012 wurde Mboge im Kabinett Yahya Jammeh als Minister für Verkehr, Bau und Infrastruktur (englisch Minister of Transport, Works & Infrastructure) berufen. Im August 2013 wurde er von diesem Posten enthoben.